# Almás-hegység
Az Almás-hegység az Aldunai-hegység középső tagja Krassó-Szörény megyében. A Néra és az Alduna között fekszik. Nyugaton a Lokva-hegység, keleten a Szretinye-hegység határolja. Mintegy 30 km hosszú főgerince először délkeletre, azután északkeletre kanyarodik. Az északra emelkedő Szemenyik–Plesuva-hegységtől a Néra folyó választja el, mely Bozovics táján a tág Almás-völgyet képezi, Újsopottól Szászkabányáig pedig vadregényes, kanyargós völgyhasadékot alkot. Főbb magaslatai a Ravenszka melletti Tilva cornului (791 m), az Ósopot felett magasodó Tilva Inalta (854 m), a Tilva Gabrutului (992 m), a Tilva Znamenului (1019 m) és a Vf. Svinecea Mare (1224 m). Déli irányú vonulatai meredeken lejtenek a Duna felé, s a Klisszura-szorost képezik. A hegységben csak kevés község van.